# Liste der Naturdenkmale in Ober-Olm
Die Liste der Naturdenkmale in Ober-Olm nennt die im Gemeindegebiet von Ober-Olm ausgewiesenen Naturdenkmale (Stand 1. Mai 2024).

## Naturdenkmale
| Nr.         | Bezeichnung                        | Lage                                | Beschreibung                                                  | Bild            |
| ----------- | ---------------------------------- | ----------------------------------- | ------------------------------------------------------------- | --------------- |
| ND-7339-018 | Zwei Sommerlinden an der Turnhalle | Essenheimer Straße, bei Nr. 19 Lage | Tilia platyphyllos, zwei Bäume                                | Fotos hochladen |
| ND-7339-020 | Zwei Baumgruppen auf dem Friedhof  | Schulstraße, auf dem Friedhof Lage  | Tilia cordata, zwei Bäume, und Fraxinus excelsior, zwei Bäume | Fotos hochladen |